# Lijst van afleveringen van Joling & Gordon over de vloer
Deze lijst bevat de afleveringen van Joling & Gordon over de vloer, een televisieprogramma op de Nederlandse televisiezenders Talpa en Tien.

## Seizoen 1

### Afleveringenlijst
| Nr. | Titel aflevering      | Uitzenddatum                              |
| --- | --------------------- | ----------------------------------------- |
| 1   | Beestenboel           | 16 augustus 2005                          |
| 2   | In het circus         | 23 augustus 2005                          |
| 3   | Vijf sterren          | 30 augustus 2005                          |
| 4   | Seks en strings       | 6 september 2005                          |
| 5   | Kampers               | 13 september 2005                         |
| 6   | De seniorenboot       | 20 september 2005                         |
| 7   | Slapen met de vissies | 27 september 2005                         |
| 8   | De compilatie         | 4 oktober 2005                            |
| 9   | De palingvissers      | 31 oktober 2005                           |
| 10  | Lachend het jaar uit  | 31 december 2005 (niet op dvd verschenen) |

Op dvd verscheen in plaats van lachend het jaar uit het bonusmateriaal Hilarische momenten met nog niet vertoonde beelden.

### Synopsis

#### Beestenboel
Gerard Joling en Gordon zijn drie dagen over de vloer bij de familie Beerens, zij hebben een varkensfokbedrijf in Nederweert-Eind, Limburg. Gordon heeft grote problemen met het leven op het platteland. Het harde werken maakt hem fysiek stuk en hij begint te huilen. Ook het eten dat wordt voorgeschoteld krijgt hij niet door zijn strot. Bij Gerard gaat het een stuk beter: hij doet actief mee met de dingen in het bedrijf. Ook geeft hij Gordon een peptalk wanneer hij het moeilijk heeft.

#### In het circus
In deze aflevering maken Gerard en Gordon kennis met het harde werk van het circus, dat is neergestreken in Haarlem. Hierbij merken ze dat het circusleven niet over rozen gaat; het is hard werken om een paar centen te verdienen, ook omdat de bezoekersaantallen de laatste jaren terug aan het lopen zijn. Ze doen zelf ook mee in de show. Gerard doet een act op een paard en Gordon presenteert de show.

#### Vijf sterren
Gerard en Gordon komen terecht in hun thuisbasis, namelijk een vijf-sterren hotel. Ze gaan op bezoek bij het Kurhaus in Scheveningen. Ze maken mee dat een baan in de horeca een hard bestaan is, die niet goed verdient. Ook maken ze schoon, iets wat normaal altijd voor ze gedaan wordt en ze worden streng gecontroleerd of alles wel schoon is. Vooral Gordon heeft het in deze aflevering moeilijk, omdat het net met zijn vriend is uitgegaan.

#### Seks en strings
Gerard en Gordon komen terecht bij een parenclub voor heterostellen in Lelystad. Ze moeten eerst schoonmaken. Terwijl Gerard stofzuigt, moet Gordon het zwembad schoonmaken en krijgt te horen wat er allemaal wordt gedaan in het zwembad. Ook moeten ze een paaldans show opvoeren, wat niet gemakkelijk gaat en krijgen ze het nog lastig als ze willen slapen in een huis waar later die nacht nog een groot feest wordt georganiseerd. Uiteindelijk 'vluchten' ze naar een hotel. De laatste dag moeten ze nog een keer schoonmaken.

#### Kampers
Gerard en Gordon gaan over de vloer bij woonwagenkamp de Vinkenslag bij Maastricht. De bewoners van de Vinkenslag hopen dat ze door deze uitzending een beetje uit het kwade media daglicht worden gehaald. Dat lukt, Gerard en Gordon krijgen vriendelijke mensen te zien op de markt en bij het plaatselijke café. Ook krijgen ze ervaring met schadeauto's verkopen, want die zijn er veel op de Vinkenslag.

#### De seniorenboot
Gerard en Gordon gaan met een seniorenboot een reisje over de Rijn in Duitsland maken. Eerst worden ze met behulp van een helikopter vervoerd naar Duitsland en gaan daar verder met de bus. Ze krijgen als hint twee hoedjes met het woord marine erop. Ze denken dat ze daarheen gaan. Maar de schrik is veel groter als ze bij de seniorenboot aankomen. Maar hun schrik is snel over en ze krijgen het gezellig met de senioren, zelfs zo gezellig dat een van de oudere dames haar beha aan Gordon toont. Ook maken ze een excursie naar een Duitse wijnkelder (waarbij Gordon moet vertalen wat er verteld wordt, maar er iets heel anders van maakt en een verwijzing maakt naar de Tweede Wereldoorlog) en spelen ze een gezellig potje bingo waarbij Gordon nog een conflict krijgt met een van de senioren.

#### Slapen met de vissies
Gerard en Gordon gaan op bezoek bij Dierenpark Emmen. Ze krijgen een beeld hoe het er achter de schermen aan toe gaat bij een dierentuin en merken dat het een zwaar beroep is. Ook presenteren ze een zeehondenshow, waarbij ze de vissen naar het publiek gooien, in plaats van naar de zeehonden. De titel van de aflevering verwijst naar hun slaapplek; ze slapen 2 nachten in de bezoekersruimte voor het haaienbassin.

#### De compilatie
In deze aflevering wordt teruggekeken naar de afgelopen uitzendingen van Joling & Gordon over de vloer. Ze praten over de hoogte- en dieptepunten van alle afleveringen. Ook geven ze aan de schoonmaker die ze helpen in aflevering 3 (Vijf sterren) een reis naar Curaçao samen met haar 2 kinderen.

#### De palingvissers
Gerard en Gordon gaan op bezoek bij drie Volendamse broers die palingvissen op het IJsselmeer. Ze laten de hele cyclus van het palingvissen zien; van het vangen van de paling en schoonmaken van de fuiken tot het verkopen van de paling. Als de twee net in Volendam aankomen, komen ze Jan Smit tegen. Aan het eind van de aflevering, als Gerard en Gordon de paling in een viswinkel proberen te verkopen, komen bekende Volendammers Carola Smit en Jan Keizer van BZN en Piet Veerman langs. Aan het eind geven ze de drie broers met wie ze zijn wezen vissen een verblijf in Disneyland Parijs samen met hun gezinnen.

## Seizoen 2

### Afleveringenlijst
| Nr. | Titel aflevering         | Uitzenddatum  |
| --- | ------------------------ | ------------- |
| 10  | Crèche zonder kids       | 07 maart 2006 |
| 11  | Er even helemaal uit     | 14 maart 2006 |
| 12  | De buurtsuper            | 21 maart 2006 |
| 13  | Ontspoord                | 28 maart 2006 |
| 14  | Hoe schoon is jouw stad? | 04 april 2006 |
| 15  | Broodnijd                | 11 april 2006 |
| 16  | Achter de schermen       | 18 april 2006 |

### Synopsis

#### Crèche zonder kids
Gerard en Gordon gaan op bezoek bij de zeehondencrèche in Pieterburen. Ze verzorgen samen met Lenie 't Hart de zeehonden, zetten gezonde zeehonden uit en verschonen de verblijven van de dieren. Lenie 't Hart bemoeit zich overal mee, dit tot grote ergernis van Gordon. Voor aankomst in Pieterburen haalde Gordon zijn kraag van bont van zijn jas af. Halverwege de aflevering verraadt Gerard Joling hem bij Lenie die de bontkraag in beslag neemt.

#### Er even helemaal uit
In deze aflevering lopen Gerard en Gordon een paar dagen mee in vakantiepark De Huttenheugte van Center Parcs in Dalen. Ze maken onder andere de huisjes schoon, snoeien bomen, bezorgen pizza's en heten de vakantiegangers welkom. Na afloop krijgen ze een cheque om weg te geven aan een gezin naar keuze en die het financieel niet zo best hebben, zodat ze een geheel verzorgd weekend of midweek kunnen verblijven in het vakantiepark.

#### De buurtsuper
Gerard en Gordon werken een paar dagen in een kleine supermarkt in Luttenberg. Ze vullen vakken, zitten achter de kassa, doen de bezorgservice en helpen met de bevoorrading van de winkel. Maar het valt ze nog wel zwaar tegen en het werk is moeilijker dan ze denken.

#### Ontspoord
Gerard en Gordon gaan naar de Nederlandse Spoorwegen in Zwolle. Ze beginnen als conducteur, maken promotie voor de kaartjesautomaten en maken de treinstellen van zowel binnen als buiten schoon. Ook moeten ze een dak van een treinstel verven, waarbij Gerard per ongeluk de emmer verf van de trein stoot. Aan het eind van de aflevering uit Gordon zijn kritiek op de huidige Nederlandse strafmaat voor vernielingen in het openbaar vervoer.

#### Hoe schoon is jouw stad?
Deze aflevering gaan Gerard en Gordon naar de Tilburgse gemeentereiniging. Er wordt van ze verwacht dat ze graffiti van de muur halen, een winkelstraat schoonvegen, prullenbakken legen en helpen met het schoonmaken van de putten. Wanneer er echter een van hen het riool in moet, weigeren ze dit. Ook gaan ze mee met het ophalen van huisvuil en grofvuil.

#### Broodnijd
Gerard en Gordon werken een paar dagen in een bakkerij in Spakenburg. Ze beginnen met het maken van appeltaarten, waarvoor de ingrediënten gemengd moeten worden. Daarna moet alles in de vorm en na het bakken in de verpakking. Gordon heeft echter last van zijn ribben en daarom stoppen de twee er al snel mee. Bij Gordon thuis laten ze een huisarts komen en kijken ze alvast terug op dit seizoen.

#### Achter de schermen
In deze aflevering komen vooral beelden van achter de schermen voorbij en enkele leuke momenten uit het afgelopen seizoen.

## Seizoen 3

### Afleveringenlijst
| Nr. | Titel aflevering         | Uitzenddatum                         |
| --- | ------------------------ | ------------------------------------ |
| 17  | Compilatie seizoen 1 & 2 | 3 april 2007                         |
| 18  | Bij de beesten af        | 10 april 2007                        |
| 19  | Vers vlees               | 17 april 2007                        |
| 20  | Het zieke bezoek         | 24 april 2007                        |
| 21  | Kinderarbeid             | 1 mei 2007                           |
| 22  | Echt genoten             | 8 mei 2007                           |
| 23  | Terugblik op 3 seizoenen | 15 mei 2007 (niet op dvd verschenen) |
| 24  | Geer en Goor gevloerd    | (alleen op dvd te zien)              |

### Synopsis

#### Compilatie seizoen 1 & 2
Een compilatie van de beste fragmenten van de eerste twee seizoenen.

#### Bij de beesten af
Gerard en Gordon werken een aantal dagen bij het dierenasiel in Crailo. Ze moeten de hokken schoonmaken, waarbij een kat ontsnapt. Ook leveren ze dieren af bij hun nieuwe baasjes. Ze doen mee aan een hondentraining en ze assisteren bij een castratie van een kat.

#### Vers vlees
Gerard Joling en Gordon bezoeken een vleesverwerkingsbedrijf in Weesp waar 'high quality meat' wordt geproduceerd. Koeien uitbenen, worst maken, bestellingen rondbrengen en werken in een ijskoude vriescel. Overnachting is bij de eigenaar (de familie Fontijn).

#### Het zieke bezoek
Gerard en Gordon werken bij het Wilhelmina Ziekenhuis Assen in Assen. Ze doen een colonoscopie, assisteren op de kraamafdeling en moeten het mortuarium schoonmaken. De overnachting is in het diensthuisje dat in de tuin van het ziekenhuis staat, het zogenoemde 'Huisje Penning'.

#### Kinderarbeid
Gerard en Gordon lopen mee op Kinderdagverblijf De Berenboot in Aalsmeer. Ze moeten onder meer poepluiers verschonen, kinderen checken op hoofdluis, broodjes smeren en met de kleuters mee naar de dierentuin. Ze logeren bij de eigenaresse die 4 weken eerder bevallen is van een dochter. De baby houdt hen 's nachts wakker en ze besluiten dan ook naar het huis van Gerard te gaan om verder te slapen.

#### Echt genoten
Gerard en Gordon reizen af naar Midwolda om over de vloer te gaan bij Imca Marina. Ze mogen assisteren tijdens een huwelijk in de trouwkapel op haar landgoed De Vicarie in Midwolda. Verder dopen ze een tweeling en helpen ze mee met het vangen en scheren van schapen.